# Pedro Arroja
José Pedro de Almeida de Arroja, conhecido por Pedro Arroja (Lisboa, 6 de Janeiro de 1954) é um economista português.

## Vida
Nasceu em 1954 em Lisboa, filho de um contabilista e de uma modista. Em 1970, ingressou na Escola Comercial Veiga Beirão, e em 1972 no Instituto Comercial de Lisboa.
É Licenciado em Economia pela Faculdade de Economia da Universidade do Porto (1977), Mestre em Economia pela Universidade de Ottawa (1979) e Doutorado em Economia pela Universidade de Carleton (1986), que mais tarde o convidou para docente.
De 1979 a 1986 foi professor do MBA da Faculty of Administration, University of Ottawa. Foi Professor Visitante do Institut des Hautes Études, Université d’État, Port-au-Prince, Haiti (1984) e ainda Consultor do Governo do Canadá entre 1980 e 1985. Durante a sua permanência no Canadá publicou diversos trabalhos individuais e foi co-autor de outros. Participou em programas de rádio com o Prof. Gilles Paquet, iniciando assim aquela que viria a ser, em Portugal, uma das suas actividades de comentador e consultor para as áreas económicas junto da comunicação social, nomeadamente, no Jornal Vida Económica, Jornal de Notícias, Diário de Notícias, TSF e outros.
De regresso a Portugal, assume as suas funções de docência na Faculdade de Economia da Universidade do Porto, sendo regente da disciplina de Econometria. A Universidade Portucalense, no Porto, a Escola Superior de Jornalismo do Porto, a Universidade Nova de Lisboa, a Universidade Autónoma de Lisboa, a Universidade Lusíada e a Universidade Moderna tiveram igualmente a sua colaboração como docente. Também no ISLA, a sua actividade se fez sentir, onde para além de Director do pólo do Porto, assumiu a direcção da primeira Licenciatura em Ciências Empresariais daquele Instituto.
A consultoria de diversas instituições, nomeadamente da Associação Industrial Portuense, do Centro de Documentação e Estudos Europeus, e do Ministério das Finanças, faz igualmente parte do seu percurso profissional. Destacam-se ainda funções de direcção e Consultoria de Investigação do Instituto do Emprego e Formação Profissional e da Associação Industrial Portuense, para além de ter presidido ao Atlas Foundation Network, em Portugal designado por Centro de Estudos de Economia Pública.
Contou com diversas colaborações em programas de comunicação social, abordando os mais diversos temas sociais da actualidade.
É professor no Instituto Superior de Estudos Financeiros e Fiscais (IESF), em Vila Nova de Gaia, onde lecciona a disciplina de Gestão de Carteiras (2009) e Presidente do Conselho de Administração da Pedro Arroja – SGPS, SA.
A 12 de Junho de 2017, Arroja foi condenado a uma multa de quatro mil euros e a indemnizar em cinco mil euros uma sociedade de advogados, por comentários proferidos acerca desta em Maio de 2015, no Porto Canal, a propósito de um trabalho jurídico sobre a construção da nova ala pediátrica do Hospital de São João, no Porto, obra pela qual tem surgido em público enquanto presidente da associação "Um Lugar para o Joãozinho".
É proprietário da Pedro Arroja - Gestão de Patrimónios, SA, que em julho de 2018 tinha à venda o palacete que lhe serve de sede, situado na Avenida de Montevideu, frente ao mar, na Foz do Douro, por 6,25 milhões de euros.

## Atividade política
Em 2021, Diogo Pacheco de Amorim, seu conhecido há anos, convidou-o para fazer o programa económico do Chega, no qual trabalhou com Gabriel Mithá Ribeiro. Em junho desse ano declarou sentir "muitíssima afinidade" com o ideário do Chega, afirmando se identificar com o radicalismo do partido.
Em dezembro, Arroja foi nomeado por André Ventura mandatário nacional do partido para as eleições legislativas de 2022.

## Obra publicada
- Em 1978 publica a sua primeira monografia: LIÇÕES DA TEORIA DAS PROBABILIDADES, Faculdade da Economia, Universidade do Porto.
- Em 1987, publica juntamente com J. Cardoso O ESPÍRITO DA SOCIEDADE EMPRESARIAL.
- O ESTADO E A ECONOMIA, Edição do jornal Vida Económica, 1989, uma colectânea das crónicas do autor publicadas em 1988 nesse jornal.
- CATALÁXIA – CRÓNICAS DE ECONOMIA POLÍTICA, Jornal Vida Económica, Junho de 1993, selecção de crónicas publicadas pelo autor, nesse jornal, entre Dezembro de 1989 e Outubro de 1992.
- ABCISSAS – CRÓNICAS DO JORNAL DE NOTÍCIAS, Areal Editores, Novembro de 1993. Crónicas numa perspectiva liberal publicadas entre Novembro de 1991 e Setembro de 1993, no Jornal de Notícias.
- ECONOMIA, Areal Editores, Porto, 1996;
- ECONOMIA PARA GESTORES, ISEGI, Lisboa, 1996;
- ESTATÍSTICA PARA GESTORES, IAPMEI, Lisboa, 1996.